# 法務局
法務局（ほうむきょく、英語表記：Legal Affairs Bureau）とは、法務省の地方支分部局の一つ。法務省の事務のうち、登記・戸籍・国籍・供託・公証・司法書士及び土地家屋調査士、人権擁護、法律支援、国の争訟の事務を処理するための地方支分部局である。
なお、日本国憲法施行前（1947年5月2日まで）は、これらの事務は「区裁判所」で取り扱っていた。

## 組織
法務省設置法（平成11年法律第93号）第15条並びにこれに基づく法務省組織令（平成12年政令第248号）及び法務局及び地方法務局の支局及び出張所設置規則（平成13年法務省令第12号）に基づき設置される。
高等裁判所及び高等検察庁の管轄ごとに法務局（国内8か所）を置き、法務局が所在しない地方裁判所及び地方検察庁の所在地には地方法務局（国内42か所）を置く。法務局長は、その管轄区域内の地方法務局の事務を指揮監督する。
法務局と地方法務局の所掌事務の一部を分掌させるため、それらの支局を置き、法務局・地方法務局とそれらの支局の所掌事務の一部を分掌させるため、さらに出張所を置く。2021年現在、法務局、地方法務局、支局、出張所あわせて約400カ所。統廃合によりその数は毎年減少し、一部は市役所などに設置され、証明書の発行業務を行う証明サービスセンターとなっている。
なお、日常会話では、地方法務局以下についても単に「法務局」または「登記所」と呼ばれることがある。また、供託を受け入れる施設は「供託所」と呼ばれるが、「供託所」を名乗る施設が設置されているわけではなく、「法務局若ハ地方法務局若ハ此等ノ支局又ハ法務大臣ノ指定スル此等ノ出張所」が供託を受け入れている（供託法第1条）。
現在、不動産登記、供託以外の業務は、法務局、地方法務局又は大規模支局への移管作業が進んでおり、商業・法人登記を扱っている支局・出張所は、東京法務局管内と釧路地方法務局管内のすべての支局・出張所、横浜地方法務局湘南支局、静岡地方法務局浜松支局・沼津支局、名古屋法務局岡崎支局、大阪法務局北大阪支局・堺支局および福岡法務局北九州支局のみである。
- 分掌事務

法務省設置法第18条第1項によれば、法務局および地方法務局は、法務省の所掌事務のうち、次の事務と法律（法律に基づく命令を含む。）に基づき法務省に属させられた事務を分掌する（行頭の漢数字は同法第4条の号数）。
二十一 国籍、戸籍、登記、供託及び公証に関すること。
二十二 司法書士及び土地家屋調査士に関すること。
二十三 第一号及び前二号に掲げるもののほか、民事に関すること。
二十六 人権侵犯事件に係る調査並びに被害の救済及び予防に関すること。
二十七 人権啓発及び民間における人権擁護運動の助長に関すること。
二十八 人権擁護委員に関すること。
二十九 人権相談に関すること。
三十 総合法律支援に関すること。
三十一 国の利害に関係のある争訟に関すること。

## 法務局一覧
出典:
- 札幌法務局
  - 函館地方法務局
  - 旭川地方法務局
  - 釧路地方法務局
- 仙台法務局
  - 青森地方法務局
  - 盛岡地方法務局
  - 秋田地方法務局
  - 山形地方法務局
  - 福島地方法務局
- 東京法務局
  - 水戸地方法務局
  - 宇都宮地方法務局
  - 前橋地方法務局
  - さいたま地方法務局
  - 千葉地方法務局
  - 横浜地方法務局
  - 新潟地方法務局
  - 甲府地方法務局
  - 長野地方法務局
  - 静岡地方法務局
- 名古屋法務局
  - 富山地方法務局
  - 金沢地方法務局
  - 福井地方法務局
  - 岐阜地方法務局
  - 津地方法務局
- 大阪法務局
  - 大津地方法務局
  - 京都地方法務局
  - 神戸地方法務局
  - 奈良地方法務局
  - 和歌山地方法務局
- 広島法務局
  - 鳥取地方法務局
  - 松江地方法務局
  - 岡山地方法務局
  - 山口地方法務局
- 高松法務局
  - 徳島地方法務局
  - 松山地方法務局
  - 高知地方法務局
- 福岡法務局
  - 佐賀地方法務局
  - 長崎地方法務局
  - 熊本地方法務局
  - 大分地方法務局
  - 宮崎地方法務局
  - 鹿児島地方法務局
  - 那覇地方法務局